# Retention (Medizin)
Eine Retention (lat. retentio ‚das Zurückhalten‘) bezeichnet in der Medizin allgemein die Rückhaltung bestimmter Stoffe oder Flüssigkeiten. Im engeren Sinne kann darunter eine Funktionsstörung verstanden werden, die bewirkt, dass die jeweils interessierende Substanz nicht in ausreichendem Maß ausgeschieden werden kann. Der Begriff kann auch auf Organe oder Organanteile angewendet werden.

## Beispiele
- Retentio alvi: Stuhlverhaltung, Obstipation
- Retentio dentis: verhinderter Zahndurchbruch
- Retentio mensium: Verhaltung des Menstruationsblutes, Amenorrhoea spuria
- Retentio placentae: Nichtausstoßung, Verhaltung des Mutterkuchens, Plazentaretention; in der Tiermedizin als Retentio secundinarum (Nachgeburtsverhaltung) bezeichnet
- Retentio testis: Hodenretention
- Retentio urinae: Harnverhaltung, Harnstauung, Harnsperre
- (englisch) enhanced permeability and retention (= „erhöhte Permeabilität und Retention“): passive Anreicherung von Makromolekülen, Liposomen oder Nanopartikeln in Tumorgeweben, siehe dazu EPR-Effekt